# Leporellus
Genre
Leporellus est un genre de poissons d'eau douce de la famille des Anostomidae (ordre des Characiformes).

## Répartition
Les espèces du genre Leporellus se rencontrent en Amérique du Sud.

## Liste des espèces
Selon World Register of Marine Species (17 mars 2024) :
- Leporellus cartledgei Fowler, 1941
- Leporellus pictus (Kner, 1858)
- Leporellus retropinnis (Eigenmann, 1922)
- Leporellus vittatus (Valenciennes, 1850)

## Classification
Le nom valide complet (avec auteur) de ce taxon est Leporellus Lütken, 1875.
Leporellus a pour synonyme :
- Leporinodus Eigenmann, 1922

## Étymologie
Le nom générique, Leporellus, composé du genre Leporinus et du diminutif latin -ellus, a été proposé à l'origine comme un sous-genre de Leporinus.